# Rudawa (rivier)

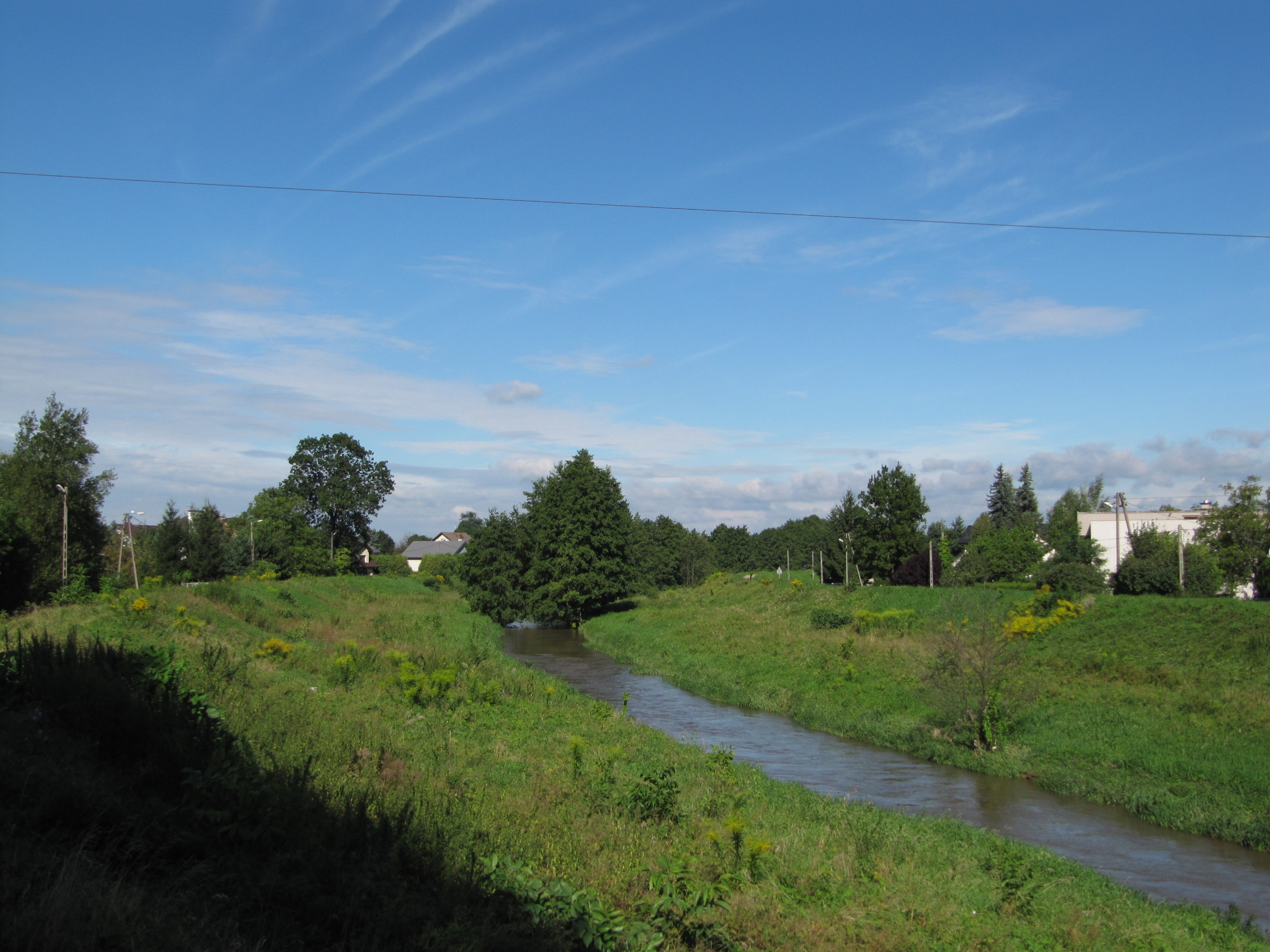
Rudawa in de ochtend bij Krakau-Zwierzyniec

De Rudawa is een rivier in Polen. De rivier is ongeveer 34 km lang en mondt uit in de Wisła bij Krakau. Plaatsen langs de rivier zijn Krzeszowice, Rudawa, Zabierzów en Krakau-Zwierzyniec.